# Ambassade de Russie aux États-Unis
L'ambassade de la fédération de Russie aux États-Unis (anciennement ambassade d'URSS) se situe à Washington, la capitale des États-Unis.

## Architecture
Le complexe comprenant le bâtiment administratif et les dépendances est construit entre 1979 et 1985, d'après le projet d'architecte Mikhaïl Possokhine.

## Les relations russo-américaines
L'ambassade et son terrain ont été concédés pour 85 ans, sur la base d'un accord commun entre les États-Unis et l'Union soviétique, conclu en 1969. En 1972, une nouvelle ambassade des États-Unis est ouverte à Moscou. Dans les années 1980, un tunnel est construit sous l'ambassade par le FBI et la NSA à des fins d'espionnage mais celui-ci ne sera jamais exploité en raison du fait de sa divulgation par Robert Hanssen au KGB. En septembre 1994, les présidents russe Boris Eltsine et américain Bill Clinton inaugurent le nouveau bâtiment de l'ambassade de Russie.
À la suite de soupçons d'ingérences russes dans l'élection présidentielle américaine de 2016, le président Barack Obama ordonne l'expulsion de 35 diplomates russes de l'ambassade à Washington et du consulat de San Francisco, la fermeture de deux sites de renseignement russe dans le Maryland et à New York et de sanctions économiques contre les services de renseignements russes et trois entreprises. Il s'agit des plus importantes représailles des États-Unis vis-à-vis de la Russie depuis la fin de la guerre froide.

## Ambassadeurs de Russie aux États-Unis
| De   | A    | Ambassadeur         |
| ---- | ---- | ------------------- |
| ...  | ...  | ...                 |
| 1998 | 2008 | Iouri Ouchakov      |
| 2008 | 2017 | Sergueï Kisliak     |
| 2017 | 2024 | Anatoli Antonov     |
| 2025 | auj. | Alexandre Dartchiev |

## Résidence de l’ambassadeur

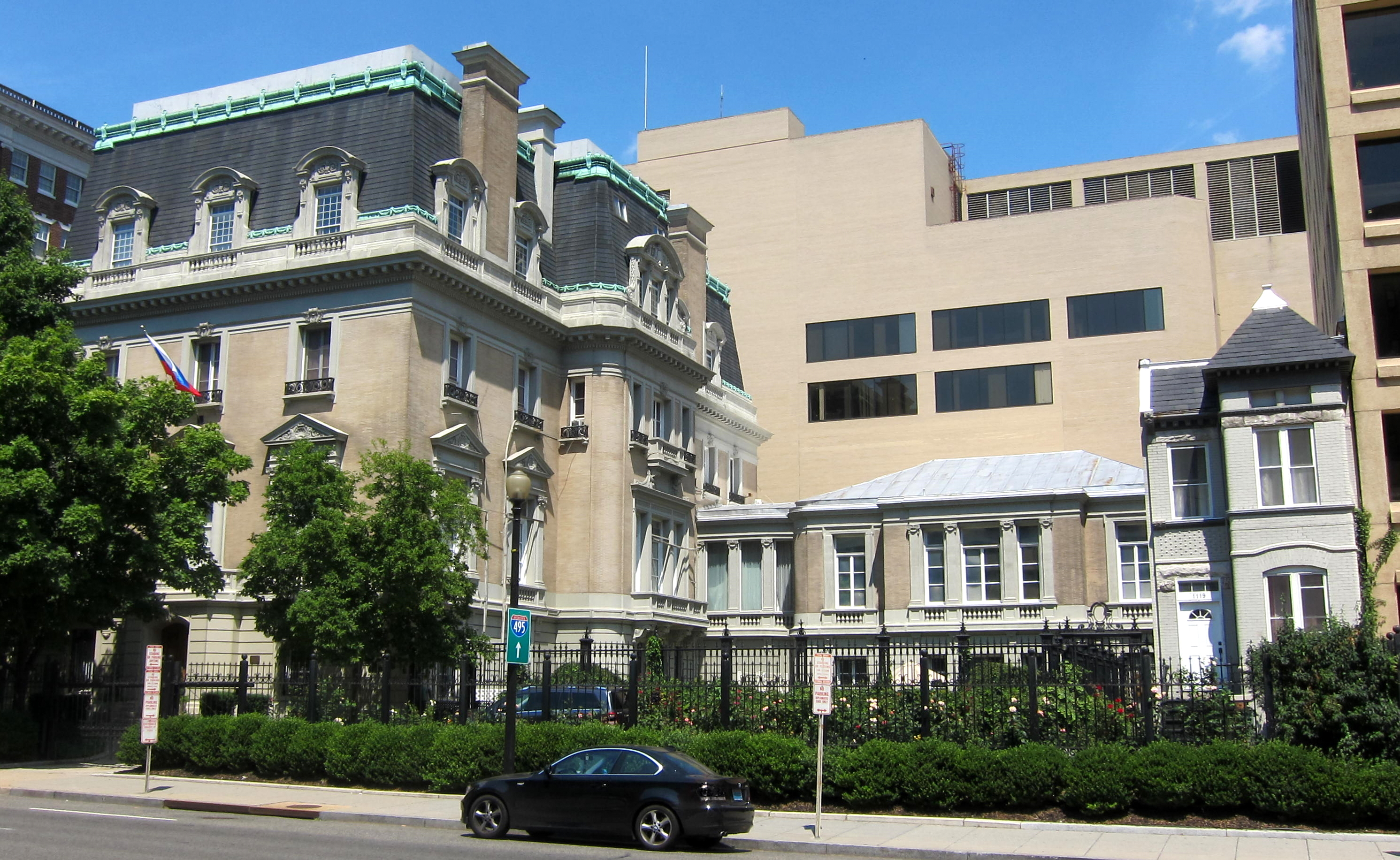
La résidence de l'ambassadeur de Russie en 2010.

La résidence de l'ambassadeur de Russie se trouve au 1125, 16th Street, à Northwest. Le bâtiment a cette fonction depuis 1994.